# ۵۰۳ (میلادی)
۵۰۳ (میلادی) پانصد  و سومین سال تقویم میلادی است.

## درگذشتگان
‎